# Egon Pudell
Egon Pudell (Santa Rosa, 24 de Agosto de 1929 - Toledo, 29 de Setembro de 2013) foi um político brasileiro, tendo servido em duas ocasiões como prefeito do município de Toledo, Paraná, além de ter sido vereador e por três mandatos deputado estadual, sendo o único parlamentar da região oeste do Paraná a assumir a presidência da Alep na década de 1960.
Filho de Manoel Pudell e Elsa Amália Pudell, chegou à Toledo pela primeira vez em setembro de 1949, a convite da Industrial Madeireira e Colonizadora Rio Paraná S/A - MARIPÁ, porém só foi se instalar definitivamente em 1951, e posteriormente assumindo a gerência de um estabelecimento comercial em 1952. Se candidatou à prefeitura pelo PSB apoiado por Willy Barth, vencendo as eleições e assumindo o executivo municipal em 14 de dezembro de 1956, governando até 1960. Durante seu primeiro mandato foram conseguidos importantes avanços para o jovem município, nas quais se incluem a pavimentação de ruas, a criação da Diocese de Toledo e a instalação do Frigorífico da Sadia (hoje BRF).
Seu segundo mandato se deu entre 31 de janeiro de 1969 e 30 de janeiro de 1973, e caracterizou-se pela criação do Plano Diretor de Toledo, que previa a construção do Lago Municipal e galerias pluviais e esgoto. Nesta gestão foi realizada a pavimentação de 85.000 metros quadrados e calçamento de 28.000 metros quadrados de ruas com pedras irregulares. Ele afirmava - e era verdade - estar asfaltando uma quadra da cidade a cada trinta dias. 
Faleceu, aos 84 anos, em 29 de setembro de 2013. Em sua homenagem, a rodovia PR-585, que liga os municípios de Toledo e Vera Cruz do Oeste, passando por São Pedro do Iguaçu, passou a denominar-se Rodovia Egon Pudell pela Lei Estadual 18.084 de 14 de maio de 2014.